# Ponorel, Alba
Ponorel (în limba maghiară: Aranyosponor) este un sat în comuna Vidra din județul Alba, Transilvania, România.

## Obiective turistice
- Rezervația naturală Cheile Văii Morilor (90 ha).